# Doggin' Around
«Doggin' Around» es una canción del cantante estadounidense Michael Jackson, lanzada el 13 de abril de 1973 como parte de su tercer álbum de estudio, Music & Me. La canción fue escrita por Don Black y Jerry Marcellino, y producida por Marcellino. Es una interpretación que mezcla R&B y soul, y es conocida por la profundidad emocional que Jackson, aún adolescente, logró transmitir.

## Contexto
Doggin' Around fue grabada en 1972, durante un período en el que Michael Jackson estaba explorando temas más maduros en su música, a pesar de su juventud. En ese momento, Jackson estaba transitando la transición de niño prodigio a un joven adulto con una carrera solista en ascenso. La canción fue lanzada como parte de Music & Me, un álbum que muestra una faceta más introspectiva de Jackson en comparación con sus trabajos anteriores.

## Composición y Letra
La canción fue compuesta por Don Black, un letrista británico conocido por su trabajo en bandas sonoras de películas y musicales, en colaboración con Jerry Marcellino, quien también se encargó de la producción. La letra de Doggin' Around aborda el tema de la infidelidad y el dolor que provoca en el narrador, quien expresa su decepción y tristeza. A través de la melodía suave y melancólica, la canción se posiciona en un estilo que mezcla R&B con elementos de soul, permitiendo a Jackson mostrar su habilidad para transmitir emociones complejas.
La producción de la canción se caracteriza por su estructura orquestal, que incluye instrumentos de cuerda y viento, lo que refuerza el tono emocional de la pieza. Los arreglos fueron cuidadosamente diseñados para complementar la interpretación vocal de Jackson, destacando su capacidad para manejar material lírico serio a pesar de su edad.

## Grabación y Producción
La grabación de Doggin' Around tuvo lugar en los Estudios Motown en Los Ángeles, California. Jerry Marcellino supervisó la sesión de grabación, asegurándose de capturar la emotividad que requería la canción. La producción se centró en crear un ambiente sonoro que apoyara la poderosa interpretación vocal de Jackson. Los músicos que participaron en la grabación eran en su mayoría veteranos de Motown, quienes aportaron su experiencia para dar vida a la visión de Marcellino.

## Recepción
Aunque Doggin' Around no fue lanzada como sencillo, fue bien recibida por la crítica musical. Los críticos elogiaron la madurez vocal de Jackson y la capacidad de la canción para resonar emocionalmente con los oyentes. Se considera una de las piezas destacadas de Music & Me, un álbum que, aunque no alcanzó el éxito comercial de sus posteriores trabajos, es valorado por su autenticidad y calidad artística.
A lo largo de los años, Doggin' Around ha ganado reconocimiento como una joya oculta en la discografía temprana de Jackson. Los fanáticos y críticos han destacado la canción por su producción meticulosa y la profundidad emocional que Jackson, a pesar de su juventud, fue capaz de infundir en la interpretación.

## Personal
- Michael Jackson – voz principal
- Jerry Marcellino – productor, arreglista
- Don Black – compositor
- David T. Walker – guitarra eléctrica
- Greg Phillinganes – piano, teclado
- Bobbye Hall – percusión
- Bob Babbitt – bajo
- Ed Greene – batería
- The Andantes – coros